# Parapallene hospitalis
Parapallene hospitalis is een zeespin uit de familie Callipallenidae. De soort behoort tot het geslacht Parapallene. Parapallene hospitalis werd in 1908 voor het eerst wetenschappelijk beschreven door Loman. 